# Lago Bianco (Vologda)
Il lago Bianco (in russo Белое озеро?, Beloe ozero) è un lago di origine tettonica della Russia europea nordoccidentale, situato nell'oblast' di Vologda. Ha una superficie di 1 290 km2; ha tre immissari (Kovža, Kema e Megra) ed è drenato dalla Šeksna, che porta le sue acque al bacino di Rybinsk. Il lago appartiene al bacino del mar Caspio.
Il lago ha una forma arrotondata, praticamente non presenta baie, i terreni sono limoso-sabbiosi. La lunghezza è di 43 chilometri e la larghezza arriva fino a 33 chilometri. La superficie e di 1 290 km². La profondità media è di 5-7 metri. Dei fiumi che sfociano nel lago, solo il Kovža è navigabile ed è parte integrante del canale Volga-Baltico.
Sulle sue sponde sorge la cittadina di Belozersk, una delle città più antiche della Russia.